# Sheykh Rash
Sheykh Rash (persiska: شِيخ رَش, شیخ رش) är en ort i Iran.   Den ligger i provinsen Kurdistan, i den nordvästra delen av landet, 400 km väster om huvudstaden Teheran. Sheykh Rash ligger 1 596 meter över havet och antalet invånare är 171.
Terrängen runt Sheykh Rash är huvudsakligen kuperad. Sheykh Rash ligger nere i en dal.Runt Sheykh Rash är det ganska tätbefolkat, med 129 invånare per kvadratkilometer. Närmaste större samhälle är Mūchesh, 14,5 km norr om Sheykh Rash. Trakten runt Sheykh Rash består i huvudsak av gräsmarker.